# Dexter Creek
Der Dexter Creek ist ein Bach in der Region West Coast auf der Südinsel von Neuseeland.

## Geographie
Der Dexter Creek entspringt unterhalb zweier 1682 m und 1673 m hohen Gipfeln der Campbell Range und fließt nach zunächst östlicher Richtung nach Nordosten seiner Mündung in den Taipo River entgegen. Die Gesamtlänge des Baches beträgt rund 3 km.